# Libanon op de Olympische Zomerspelen 1976
Libanon nam deel aan de Olympische Zomerspelen 1976 in Montréal, Canada. In tegenstelling tot de vorige deelname werd geen medaille gewonnen.

## Deelnemers en resultaten

### Atletiek
| Olympiër        | Discipline      | Resultaat | Prestatie                             |
| --------------- | --------------- | --------- | ------------------------------------- |
| Ghassan Faddoul | verspringen (m) | DNF       | kwalificatie: geen geldige poging     |
| Ghassan Faddoul | speerwerpen (m) | 22e       | kwalificatie groep B: 11de met 54,92m |

### Judo
| Olympiër   | Discipline | Resultaat | Prestatie                      |
| ---------- | ---------- | --------- | ------------------------------ |
| David Saad | -63kg (m)  | 18e       | 1ste ronde: V van BUL Parvanov |

### Worstelen
| Olympiër     | Discipline  | Resultaat   | Prestatie                                                     |
| Vrije stijl  | Vrije stijl | Vrije stijl | Vrije stijl                                                   |
| ------------ | ----------- | ----------- | ------------------------------------------------------------- |
| Imad Faddoul | -82kg (m)   | 13e         | 1ste ronde: V van CAN Deschatelets 2de ronde: V van ROU Iorga |

Amerikaanse Maagdeneilanden · Andorra · Antigua en Barbuda · Argentinië · Australië · Bahama's · Barbados · België · Belize · Bermuda · Bolivia · Bondsrepubliek Duitsland · Brazilië · Bulgarije · Canada · Chili · Colombia · Costa Rica · Cuba · Denemarken · Dominicaanse Republiek · Duitse Democratische Republiek · Ecuador · Egypte · Fiji · Filipijnen · Finland · Frankrijk · Griekenland · Groot-Brittannië · Guatemala · Haïti · Honduras · Hongarije · Hongkong · Ierland · IJsland · India · Indonesië · Iran · Israël · Italië · Ivoorkust · Jamaica · Japan · Joegoslavië · Kaaimaneilanden · Kameroen · Koeweit · Libanon · Liechtenstein · Luxemburg · Maleisië · Marokko · Mexico · Monaco · Mongolië · Nederland · Nederlandse Antillen · Nepal · Nicaragua · Nieuw-Zeeland · Noord-Korea · Noorwegen · Oostenrijk · Pakistan · Panama · Papoea-Nieuw-Guinea · Paraguay · Peru · Polen · Portugal · Puerto Rico · Roemenië · San Marino · Saoedi-Arabië · Senegal · Singapore · Sovjet-Unie · Spanje · Suriname · Thailand · Trinidad en Tobago · Tsjecho-Slowakije · Tunesië · Turkije · Uruguay · Venezuela · Verenigde Staten · Zuid-Korea · Zweden · Zwitserland